# Qatar Ladies Open 2011
Qatar Ladies Open 2011 - жіночий професійний тенісний турнір, що проходив на кортах з твердим покриттям. Це був дев'ятий за ліком турнір і перший від 2008 року. Належав до Туру WTA 2011. Відбувся в Досі (Катар). Тривав з 21 до 26 лютого 2011 року.

## Переможниці та фіналістки

### Одиночний розряд
Віра Звонарьова —  Каролін Возняцкі, 6–4, 6–4
- Для Звонарьової це був 1-й титул за рік і 11-й — за кар'єру. Це був її 1-й титул за кар'єру.

### Парний розряд
Квета Пешке /  Катарина Среботнік —  Лізель Губер /  Надія Петрова, 7–5, 6–7(2–7), [10–8]

## Учасниці

### Сіяні пари
| Країна   | Гравчиня           | Рейтинг1 | Сіяна |
| -------- | ------------------ | -------- | ----- |
| Данія    | Каролін Возняцкі   | 2        | 1     |
| Росія    | Віра Звонарьова    | 3        | 2     |
| Італія   | Франческа Ск'явоне | 4        | 3     |
| КНР      | Лі На              | 7        | 4     |
| Сербія   | Єлена Янкович      | 8        | 5     |
| Білорусь | Вікторія Азаренко  | 9        | 6     |
| Польща   | Агнешка Радванська | 10       | 7     |
| Ізраїль  | Шахар Пеєр         | 11       | 8     |

- Рейтинг подано станом на 14 лютого 2011.

### Інші учасниці
Нижче наведено учасниць, які отримали вайлдкард на участь в основній сітці:
- Фатма Аль Набхані
- Саня Мірза

Нижче наведено гравчинь, які пробились в основну сітку через стадію кваліфікації:
- Віра Душевіна
- Ярміла Грот
- Бояна Йовановські
- Пен Шуай

Учасниці, що потрапили до основної сітки як щасливий лузер:
- Тімеа Бачинскі
- Клара Закопалова